# Wesley Sneijder
  Wesley Sneijder    (Utrecht, 9 de juny de 1984) és un exfutbolista neerlandès que jugava com a migcampista.

## Biografia
Sneijder començà la seva carrera a l'Ajax Amsterdam, inicialment en les categories inferiors del club, i al cap de poc es va trobar jugant a les ordres de l'exjugador Danny Blind en el segon equip. Donada la seva actuació al segon equip, Ronald Koeman el pujà al primer equip, amb el qual en el seu primer any (temporada 2003-2004) guanyà la lliga neerlandesa.
Al començament de la temporada 2004-2005, Sneijder va ser multat per realitzar un gest lleig a l'entrenador del FC Utrecht.
En agost del 2007, després de signar l'ampliació del seu contracte amb l'Ajax fou traspassat al Reial Madrid, club que pagà 27 milions d'euros amb un contracte per cinc temporades.
El 27 d'agost anotà el seu primer gol oficial amb el Reial Madrid, que li va donar la victòria al club blanc per 2-1 al Santiago Bernabéu contra l'Atlètic de Madrid en la primera jornada de la temporada 2007-2008.
L'estiu del 2009, amb les arribades de jugadors com Cristiano Ronaldo, Ricardo Kaká, Esteban Granero i Xabi Alonso, el Real Madrid va decidir trobar-li una sortida. Encara que continuava entrenant-se amb el conjunt blanc, no va jugar un amistós davant el Borussia Dortmund i ni tan sols va ser convocat al Trofeu Santiago Bernabéu. L'Inter de Milà entrenat per Jose Mourinho va fer oficial el seu fitxatge el 28 d'agost. El club llombard va fer una oferta d'uns 15 milions d'euros al Real Madrid, oferint un contracte per cinc anys al jugador.
El 13 de maig de 2014 va ser inclòs per l'entrenador de la selecció dels Països Baixos, Louis Van Gaal, a la llista preliminar de 30 jugadors per a representar aquest país a la Copa del Món de Futbol de 2014 del Brasil. Finalment va ser confirmat en la nòmina definitiva de 23 jugadors el 31 de maig.

## Vida personal
Té dos germans que també són futbolistes, tots dos - igual que ell - del planter de l'escola de l'Ajax i jugadors professionals. Jeffrey, el major d'ells (dos anys major que ell), va desenvolupar la seva carrera esportiva en l'FC Den Bosch de la Eerste Divisie i el USV Elinkwijk de la Hoofdklasse dels Països Baixos, però una lesió li ha obligat a retirar-se del futbol. Rodney, sis anys menor que Wesley, juga en les divisions inferiors del propi Ajax, el propi internacional neerlandès li va impedir ingressar en les files de les categories inferiors del Reial Madrid, assegurant que "és encara molt jove i ha de seguir creixent en l'equip juvenil de l'Ajax".
El 18 de juny de 2005, va contreure matrimoni amb Ramona Streekstra i el 4 de setembre de 2006 va néixer el seu primer fill, Jessey. Té tatuat el nom del seu fill en el seu avantbraç esquerre. La seva dona va confirmar al desembre de 2008 que la seva relació havia acabat i que procedirien a divorciar-se. Ella resideix amb el seu fill als Països Baixos. En 2009 va aparèixer al costat de l'actriu i presentadora Yolanthe Cabau van Kasbergen. Abans de disputar la Copa Mundial de 2010, es va batejar, influenciat per la seva núvia, per casar-se per l'església, i, segons ell, després d'una experiència viscuda amb els seus companys de l'Inter. Per això va haver de seguir un curs de catecisme per a adults. Finalment es va casar després del Mundial i la festa posterior va durar tres dies al nord d'Itàlia.

## Estadístiques
| Inter de Milà                    | 09-10         | 26  | 4  | 4  | 1 | 11 | 3 | 41  | 8  |
| Inter de Milà                    | Total         | 26  | 4  | 4  | 1 | 11 | 3 | 41  | 8  |
| Reial Madrid                     | 08-09         | 22  | 2  | 2  | 0 | 4  | 0 | 28  | 2  |
| Reial Madrid                     | 07-08         | 30  | 9  | 2  | 0 | 5  | 0 | 37  | 9  |
| Reial Madrid                     | Total         | 52  | 11 | 4  | 0 | 9  | 0 | 65  | 11 |
| AFC Àjax                         | 06-07         | 30  | 18 | 4  | 1 | 9  | 1 | 43  | 20 |
| AFC Àjax                         | 05-06         | 19  | 5  | 3  | 2 | 7  | 4 | 29  | 11 |
| AFC Àjax                         | 04-05         | 30  | 7  | 4  | 2 | 7  | 0 | 41  | 9  |
| AFC Àjax                         | 03-04         | 30  | 9  | 1  | 0 | 7  | 1 | 38  | 10 |
| AFC Àjax                         | 02-03         | 17  | 4  | 3  | 1 | 3  | 0 | 23  | 5  |
| AFC Àjax                         | Total         | 126 | 43 | 15 | 6 | 33 | 6 | 174 | 55 |
| Total carrera                    | Total carrera | 204 | 58 | 23 | 7 | 53 | 9 | 280 | 74 |
| Actualitzat a 9 de juny de 2010. |               |     |    |    |   |    |   |     |    |

## Palmarès
| Títol                      | Club             | País          | Any     |
| -------------------------- | ---------------- | ------------- | ------- |
| Supercopa neerlandesa      | Ajax d'Amsterdam | Països Baixos | 2002    |
| Lliga neerlandesa          | Ajax d'Amsterdam | Països Baixos | 2004    |
| Supercopa neerlandesa      | Ajax d'Amsterdam | Països Baixos | 2005    |
| Copa neerlandesa           | Ajax d'Amsterdam | Països Baixos | 2006    |
| Supercopa neerlandesa      | Ajax d'Amsterdam | Països Baixos | 2006    |
| Copa neerlandesa           | Ajax d'Amsterdam | Països Baixos | 2007    |
| Supercopa neerlandesa      | Ajax d'Amsterdam | Països Baixos | 2007    |
| Lliga espanyola            | Reial Madrid     | Espanya       | 2008    |
| Supercopa d'Espanya        | Reial Madrid     | Espanya       | 2008    |
| Copa italiana              | Inter de Milà    | Itàlia        | 2009-10 |
| Lliga italiana             | Inter de Milà    | Itàlia        | 2009-10 |
| Lliga de Campions          | Inter de Milà    | Itàlia        | 2009-10 |
| Campionat del Món de Clubs | Inter de Milà    | Itàlia        | 2010    |